# Ángel Víctor Hernández Martos
Ángel Hernández, (nacido el 18 de mayo de 1991 en Almería, Andalucía) es un exjugador de baloncesto español. Tras seis temporadas seguidas, su último equipo fue el Club Basquet Coruña. Con 1.96 metros de estatura, jugaba en la posición de base. 

## Trayectoria
Formado en las categorías de base del CB Granada, tras jugar en la liga EBA en la temporada 2009-2010 con el Albolote Fundación Granada, Hernández dio el paso al primer equipo granadino, con el que debutó en la liga ACB para disputar 17 partidos. Posteriormente, tras el descenso del equipo andaluz a la segunda categoría del baloncesto español, el nuevo jugador se mantuvo en la disciplina del Granada durante la temporada 2011-12, llegando a disputar más de 20 minutos de media en los 34 partidos que disputó.
Posteriormente emprendió una aventura lejos de su tierra natal, firmando por el Básquet Coruña, donde permanece durante varias temporadas, convirtiéndose en capitán del equipo gallego en Liga LEB Oro.
El 16 de diciembre del 2017, durante un vuelo entre La Coruña y Palma de Mallorca junto a su equipo Leyma Coruña, gracias a sus conocimientos en medicina (estaba acabando la carrera de medicina), salvo la vida a una persona que estaba sufriendo un infarto.
El 6 de agosto de 2018, en un acto de su club, el  Leyma Coruña, anunció lo que era un secreto a voces, ya habiendo obtenido el doctorado, Hernández dejaba el baloncesto profesional para preparar su examen MIR y dedicarse profesionalmente a la medicina.